# Острозький літописець
Остро́зький літо́писець — український літопис кінця 30-х років XVII століття.
Пам'ятка української мови

## Основні відомості про літопис
Острозький літописець є не тільки історичним джерелом, але й пам'яткою української мови і літератури. Острозький літописець дійшов до нашого часу в єдиному відомому нам списку під назвою: «С кройніки Бельського речі потребнії вибрані», виявленому академіком М. М. Тихомировим у рукописній книзі музейного зібрання Державного історичного музею в Москві і виданому ним у 1951 році під назвою Острозький літописець. Ця назва цілком відповідає змістові основної частини твору, зосередженій на місті Острог і острозьких подіях.

## Події літопису
Весь літопис обіймає період з 1500 до 1636 року. Літопис змістовно поділяється на дві частини: перша — події до 1598 року включно — являє собою виклад звісток Хроніки Бельського, і друга частина, — що обіймає період з 1599 до 1636 року. В першій частині літописець йшов за Бельським, дослівно переписуючи окремі місця його Хроніки. В другій частині автор, нарівні з загально-історичними подіями, які він висвітлює ширше, ніж у першій частині, систематично відмічає місцеві господарські, суспільні, метеорологічні та інші явища. В цій частині літопису автор багато уваги приділяє звісткам, що стосуються соціальних відносин між різними верствами населення. Особливо його цікавлять питання, пов'язані з боротьбою православних проти унії. Також приділяє увагу особам з роду князів Острозьких.

## Видання літопису
- Тихомиров М. Н. Малоизвестные летописные памятники. 4. Острожский летописец // Исторический архив. — М., 1951. — Т. VII. — С. 236—253.
- Острозький літописець // Бевзо О. А. Львівський літопис і Острозький літописець: Джерелознавче дослідження. — К.: Наукова думка, 1971. — С. 125—140.